# 芋ヶ峠

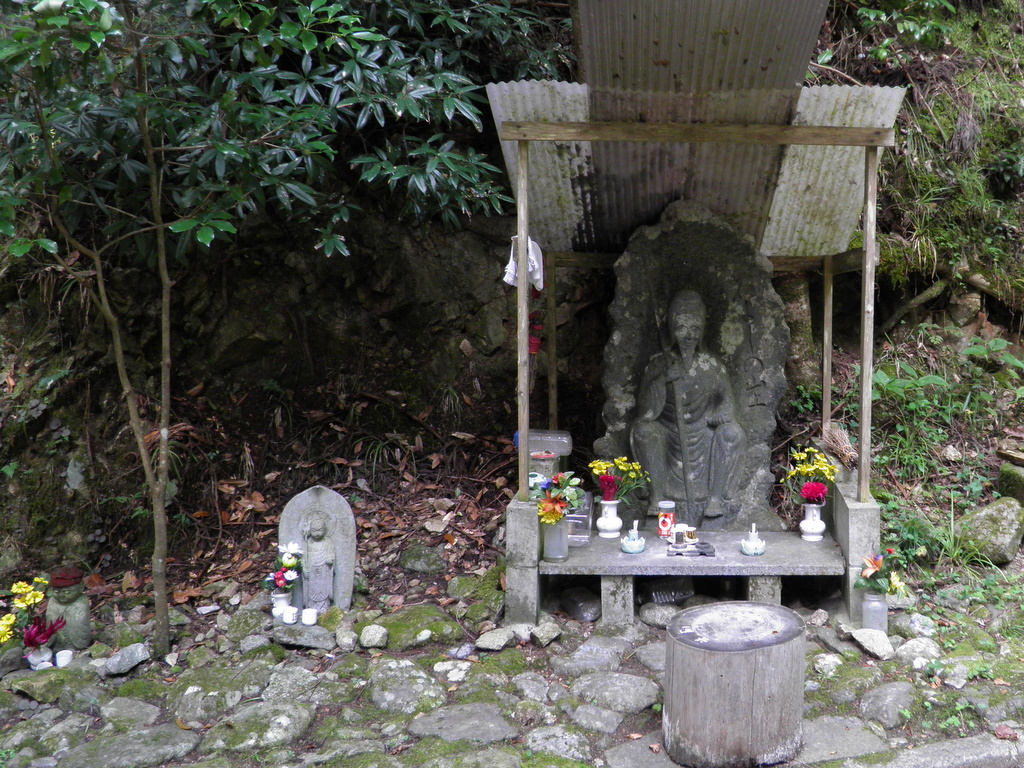
明日香村の古道芋ヶ峠と奈良県道15号が接続する行者辻と呼ばれる場所にある役行者像

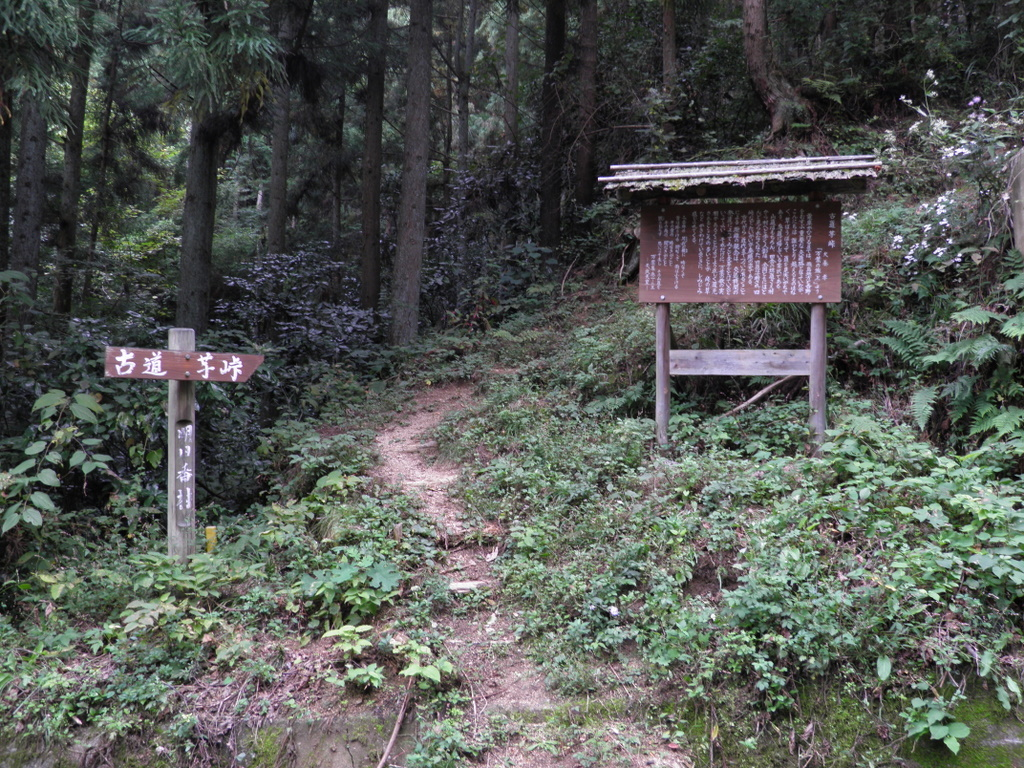
芋ヶ峠の高取町、明日香村側にある古道芋ヶ峠への入口

芋ヶ峠（いもがとうげ）は、奈良県吉野郡吉野町、大淀町と高市郡明日香村、高取町との町村境付近にある峠。現在の県道が通る峠付近では、この4つの自治体の町村境が接続する。峠道は吉野町と明日香村とを結ぶものだが、北斜面を走る県道は峠から明日香村栢森までの大半は高取町内を通っている。なお、県道が付けられる以前の旧峠道は東よりの小峠を越え、尾根を登るため全て明日香村内を通り、旧峠も吉野町と明日香村の町村境にある（古道芋ヶ峠）。標高497m。芋峠、今峠とも。また近世には疱瘡峠と書いて「いもとうげ」と呼んだ。

## 概要
現在は奈良県道15号線が走っている。北斜面、峠への北口となる明日香村栢森から峠付近までは狭路が続く。また飛鳥川の沢沿いは比較的まっすぐで緩やかな坂道であるが、沢を離れて山を上がっていく道はカーブと急坂が続く。一方、南斜面は、峠から南口となる吉野町千股まではカーブと坂道は続くが、一部狭路区間があるものの比較的、広めの道が続いている。かつては吉野町と明日香村を結ぶ最短の道であったが、現在は奈良県道37号線の新鹿路トンネルおよび多武峰から明日香方面へ抜ける奈良県道155号線が開通したため、場合によっては多武峰経由の方が早いことがある（ただし芋ヶ峠も多武峰越えも標高約500mを通るため、冬季には道路が凍結する場合があり注意が必要である）。

## 歴史
古代において都のあった飛鳥と、離宮のあった吉野とを最短で結ぶ道として開かれ天武天皇、持統天皇などの天皇の吉野行幸では、この峠道が使われたのではないかと考えられている。また藤原道長が吉野に入るのに利用した。中世以降は吉野山、大峯山への参詣道として盛んに用いられたが、大和国名所旧蹟巡覧をする旅人は芋ヶ峠よりも多武峰・談山神社から入る龍在峠をよく利用し、芋ヶ峠は国中（奈良盆地）から吉野へと運ばれる物資が多く行き交っていたという。なお、芋ヶ峠の道は国中側では岡寺を経て八木まで通じており、これらを総じて吉野側では「岡街道（または岡寺街道）」、国中側では「芋峠越吉野街道」と呼ばれた。
江戸時代に吉野を訪れた上田秋成は、『麻知文』の中で「鷹むち山こゆる坂路をいもがたむけと云ふ、むかひの峯に鷹取の城さゝげ上げたり」と記している。
明治時代まで、人や物資が頻繁に行き交ったが、1912年（大正元年）に吉野軽便鉄道（今の近鉄吉野線）が今の六田駅まで開通すると次第に衰える。街道として賑やかな頃は明日香村側の峠途中には三軒の茶屋があり、峠山頂付近には芋峠神社があった。また吉野町側の千股には江戸中期には農業兼業の旅館が7戸があった。
現在の県道は昭和に入ってから付けられたもので、旧道は久しく忘れられていたが、現在は明日香村側では古道芋ヶ峠として整備され案内板が立てられている。また吉野町側でも谷へと下る古道の案内板が立てられている。

## 古道芋ヶ峠

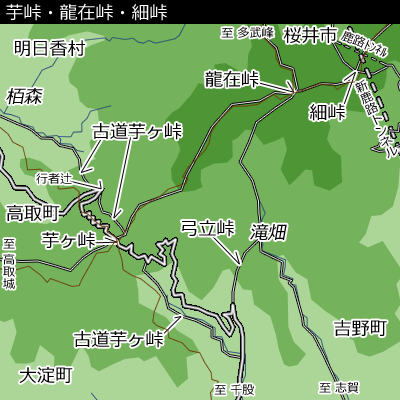

- 明日香村側

現在の県道は、明日香村栢森から飛鳥川沿いを通っているが、古道は飛鳥川に入らず栢森の集落を奥に入り小峠と呼ばれる峠を越える。小峠を越えると飛鳥川に出て県道と合流する。この地点を行者辻といい道標が彫られた役行者像がある。県道は山腹を通って今の芋ヶ峠へと向かうが、古道は行者辻から尾根沿いを登ってゆく。途中に茶屋跡と芋峠神社跡があり、これらを経て旧芋峠へと出る。旧峠からは東へ行くと龍在峠に行くが、西へ行くと峠付近の県道に出る。
- 吉野町側

吉野町千股の観音堂付近より県道と西へと分かれて谷沿いを入ってゆく。県道は山腹を縫うように峠道を通ってゆくが、古道は谷沿いを進み最奥で山腹に向かって上がり県道と合流する。この地点から県道の峠までは約700mほど。

## その他
- 竜門山地には尾根伝いの山道があり、芋ヶ峠を横断している。その尾根伝いの道を西へ行くと高取城を経て壺阪峠、東へ行くと龍在峠、細峠へと行き来できる。
- 龍在峠を経て吉野側に下り麓の滝畑から弓立峠を越えて千股に至る道があり、この道が吉野山への短絡路であったので、よく利用された。